# Giubileo d'oro di Elisabetta II del Regno Unito

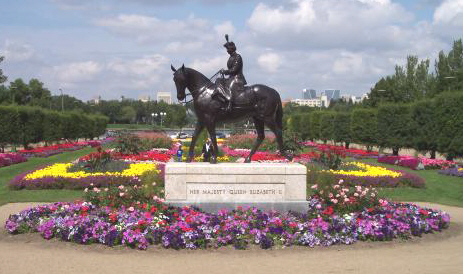
La statua equestre di Elisabetta II a Regina, Saskatchewan, creata per commemorare il giubileo d'oro di Elisabetta come regina del Canada.

Il giubileo d'oro di Elisabetta II del Regno Unito segnò il 50º anniversario dell'ascesa della regina Elisabetta II ai troni del Regno Unito e degli altri reami del Commonwealth. Fu celebrato con feste e parate su larga scala in tutto il Regno Unito e nel Commonwealth per tutto il 2002. La sovrana infatti ascese al trono alla morte di suo padre, re Giorgio VI, il 6 febbraio 1952. La celebrazione fu intesa dalla regina per fungere al tempo stesso da commemorazione per i suoi 50 anni come monarca e come opportunità per lei di ringraziare ufficialmente e personalmente il suo popolo per la sua lealtà. Nonostante la morte di sua sorella, la principessa Margaret, contessa di Snowdon, e di sua madre Elisabetta rispettivamente nel febbraio e nel marzo del 2002, e le previsioni nei media secondo i quali l'anniversario sarebbe stato un non-evento, il giubileo fu caratterizzato da eventi su larga scala e popolari a Londra nel giugno dello stesso anno e da eventi in tutti i reami del Commonwealth. Elisabetta II partecipò a tutte le celebrazioni ufficiali come programmato, insieme a suo marito, il principe Filippo, duca di Edimburgo; per oltre dodici mesi, la coppia reale viaggiò per più di 64 000 km verso i Caraibi, l'Australia, la Nuova Zelanda, poi nel Regno Unito e infine in Canada. Numerosi monumenti, parchi, edifici e simili, furono anche intitolati in onore del giubileo d'oro e vennero emesse medaglie commemorative, monete, francobolli e altri simboli.

## Celebrazioni nei reami del Commonwealth

### Australia
La regina Elisabetta II giunse in Australia il 27 febbraio e fu accolta ad Adelaide dal governatore generale Peter Hollingworth. Egli, a quel tempo, era nel bel mezzo di polemiche che coinvolgevano accuse di abusi su minori nella Chiesa anglicana e dei manifestanti erano presenti quando la regina e il principe Filippo sbarcarono. La coppia reale intraprese un tour di cinque giorni attraverso l'Australia Meridionale e il Queensland, che coincideva anche con il meeting dei capi di governo del Commonwealth che quell'anno si tenne a Coolum Beach. In occasione dei festeggiamenti per il compleanno ufficiale della sovrana del 2002 dei servizi di ringraziamento si svolsero nelle chiese del paese e fu acceso un falò durante una festa nella residenza del governatore generale a Canberra.

### Canada
Sheila Copps, ministro del patrimonio canadese, 2002»
Durante tutto l'anno, si tennero molti eventi in tutto il Canada per celebrare il giubileo, come il Jubilee Levée tenuto dal luogotenente governatore di Alberta Lois Hole, a cui parteciparono più di 4000 albertani e nel quale Hole dichiarò: "Quello che vogliamo realizzare è come importante la monarchia è in Canada e certamente in Alberta".
Per 12 giorni, nell'ottobre del 2002, la regina e il duca di Edimburgo fecero un tour in Canada, facendo tappa a Victoria, Vancouver, Winnipeg, Toronto, Hamilton, Hull, Fredericton, Sussex, Moncton e Ottawa. Il viaggio fu anche unico nel suo genere in quanto fu la prima visita reale al nuovo territorio del Nunavut, dove la coppia reale fece la sua prima sosta canadese a Iqaluit. Lì, il 4 ottobre, la regina aprì e parlò della nuova Assemblea legislativa, affermando nel suo discorso: "Sono orgogliosa di essere il primo membro della famiglia reale canadese ad essere accolto nel nuovo territorio del Canada". Dopo una passeggiata attraverso Iqaluit, la regina rivelò uno dei segnali stradali sulla via principale della città, che era stata ribattezzata in suo onore.
Dal Nunavut, la coppia reale volò a Victoria, dove la regina e il duca di Edimburgo furono ricevuti dal luogotenente governatore della provincia. Trascorsero il sabato in un ritiro privato e, la domenica, la regina partecipò ai servizi religiosi presso la cattedrale del Cristo. Seguì una passeggiata non programmata dopo il sermone, e si recò al palazzo del parlamento provinciale per svelare una vetrata commemorativa del giubileo d'oro. Una volta che Sua Maestà fu al di fuori della legislatura, gli Snowbirds, lo squadrone acrobatico della Royal Canadian Air Force, eseguirono un volo per la sovrana e il pubblico riunito di circa 16 000 persone.
A Vancouver, il 6 ottobre, la regina, accompagnata da Wayne Gretzky, e di fronte a una folla di 18 000 persone al General Motors Place lasciò cadere il primo disco cerimoniale per la partita della National Hockey League tra i Vancouver Canucks e i San Jose Sharks. Questa era la prima volta che un monarca regnante, canadese o meno, eseguì questo compito. La regina e il duca guardarono il primo periodo della partita dallo spalto reale - la prima volta che lo avevano fatto, alla loro prima partita di hockey, fu al Maple Leaf Gardens nel 1951. Il premier Gordon Campbell durante la visita disse: "Vostra Maestà, se il mondo è cambiato negli ultimi 50 anni, una cosa è sempre rimasta costante, l'affetto sincero tra la gente della Columbia Britannica e la sua regina".
La successiva tappa della coppia fu il Saskatchewan. Sul terreno del Parlamento provinciale svelarono il prodotto del Golden Jubilee Statue Project: una statua equestre in bronzo della regina che cavalca un birmano, un cavallo regalato nel 1969 alla sovrana dal RCMP. A Winnipeg, Manitoba, la regina si esibì in una passeggiata a The Forks, ri-dedicò la statua del Golden Boy posta in cima all'edificio legislativo del Manitoba e appena restaurata e partecipò a una performance serale del Royal Winnipeg Ballet, accompagnato dalla Winnipeg Symphony Orchestra e da Loreena McKennitt.
Il 9 ottobre la coppia reale fu accolta in Ontario dal luogotenente governatore e da migliaia di spettatori a Toronto. Quella sera apparve in un festival, allestito all'Exhibition Place, che evidenziava i progressi compiuti della provincia negli ultimi cinquant'anni. Dopo una giornata di riposo, la regina si avventurò poi allo Sheridan College, per vedere gli studenti che imparavano l'animazione al computer, e a Hamilton, dove al Copps Coliseum lei, come loro colonnello in capo, presentò gli Argyll e Sutherland Highlanders del Canada con i loro nuovi colori. Riunita al marito, la sovrana visitò la sede di Toronto della Canadian Broadcasting Corporation, un evento che segnò il 50º anniversario dell'organizzazione; lì, visitò una mostra e rimase divertita da un video che mostrava i suoi primi tour in Canada negli anni '50. Infine, la coppia reale fu tra il pubblico al Roy Thomson Hall per un concerto di gala di talenti canadesi, tra i quali Oscar Peterson, Evelyn Hart, Rex Harrington, il Cirque du Soleil, The Tragically Hip e altri. Allo stesso tempo, il consiglio del luogotenente governatore intitolò un parco vicino a Gravenhurst come Queen Elizabeth II Wildlands Provincial Park e creò l'Ontario Golden Jubilee Award per il coraggio civile.
Mentre il tour proseguiva verso le province marittime, il gruppo reale arrivò alla Government House di Fredericton, nel Nuovo Brunswick, dove furono accolti da migliaia di persone. La sosta in questa provincia fu tuttavia breve, solo 25 ore in totale. La regina e il duca di Edimburgo volarono in elicottero il mattino successivo da Fredericton a Sussex e poi a Moncton, dove pranzarono a Dieppe per celebrare la città 50º anniversario di fondazione della città e per aprire ufficialmente un nuovo terminal presso l'aeroporto internazionale di Greater Moncton.
Dalla costa orientale la coppia reale volò verso ovest fino alla capitale nazionale, Ottawa, dove fu accolta dal vice primo ministro John Manley, che in precedenza, il giorno dell'arrivo della regina in Canada, suscitò polemiche affermando che il paese avrebbe dovuto diventare una repubblica. Il giorno seguente, il 13 ottobre, si tenne una celebrazione multi-religiosa del ringraziamento sulla collina del Parlamento per circa 3 500 persone. La regina depose una corona alla tomba del Milite Ignoto. Quella sera si tenne una cena di stato al Canadian Museum of Civilization di Gatineau dove la sovrana disse: "Desidero esprimere la mia profonda gratitudine a tutti i canadesi [...] per la lealtà, l'incoraggiamento e il sostegno che mi ha dato negli ultimi 50 anni". Mentre il suo corteo automobilistico attraversava il fiume Ottawa in Québec, circa cento manifestanti gridarono oscenità alla regina in francese, sventolando bandiere della provincia e cantando "Vogliamo un paese, non una monarchia". Questa fu l'unica protesta avvenuta durante il tour del giubileo in Canada.
Nell'ultimo giorno intero del tour, la regina, in qualità di commissario onorario, assistette a un'esibizione del Musical Ride della Royal Canadian Mounted Police prima di trasferirsi al suo ultimo grande evento in Canada: un pranzo al Rideau Hall per cinquanta illustri canadesi, uno per ogni anno del regno della sovrana. La regina piantò anche un altro albero alla base della sua residenza canadese e incontrò i membri della Royal Commonwealth Society. La regina e il duca di Edimburgo lasciarono il paese il 15 ottobre.

### Giamaica
I primi impegni ufficiali di Elisabetta II relativi alle celebrazioni del giubileo d'oro si svolsero in Giamaica. Per il paese, la regina aveva aderito nel 1952 come monarca del Regno Unito e divenne distintamente regina della Giamaica dieci anni dopo. Il suo tour dell'isola coincise quindi con il 40º anniversario dell'indipendenza del paese. Arrivò alle celebrazioni il 18 febbraio 2002, nove giorni dopo la morte di sua sorella, la principessa Margaret, contessa di Snowdon; la regina osservò un breve periodo di lutto privato, sebbene non statale. La sovrana fu prima accolta a Montego Bay, dopo di che andò a Kingstone dove soggiornò presso la residenza del primo ministro giamaicano, Jamaica House.
Nonostante alcuni sentimenti anti-monarchici nel paese in quel momento, la regina e il duca di Edimburgo furono "accolti con entusiasmo" dai giamaicani. Il 57% degli intervistati dichiarò che la visita fu importante per il paese e molte folle cercarono di vedere Elisabetta II. Ci furono anche piccole proteste da parte dei rastafariani, alla ricerca di riparazioni per la schiavitù e del loro rimpatrio in Africa. La regina ricevette un benvenuto ufficiale a King's House, la residenza del governatore generale, incontrò i veterani giamaicani della prima guerra mondiale, si rivolse al Parlamento del paese e visitò una zona svantaggiata di Kingston, conosciuta come Trenchtown, apprendendo dei progetti contro la povertà urbana mentre erano lì. Il tour terminò con una nota unica quando, durante il banchetto finale in Giamaica, un'interruzione di corrente immerse la King's House nell'oscurità durante il pasto. La sovrana descrisse l'evento come "memorabile".

### Nuova Zelanda
Dopo il suo tour in Giamaica, la regina visitò la Nuova Zelanda, facendo tappa ad Auckland, Taupo, Christchurch e Wellington. Lei e il duca di Edimburgo arrivarono nel paese il 22 febbraio, subito dopo che il primo ministro Helen Clark disse in un discorso che riteneva "inevitabile che la Nuova Zelanda diventasse una repubblica". La coppia reale fu accolta dal governatore generale e da altri ufficiali quando sbarcarono dall'aereo reale. Clarck era assente, in quanto era ad una riunione dei capi di governo di centro-sinistra a Stoccolma, in Svezia. Quando arrivò all'aeroporto, venne riportato che non molti cercarono di vedere la regina, mentre circa 4000 persone la accolsero ad Auckland.

### Regno Unito
Le celebrazioni per il giubileo d'oro di Elisabetta II si svolsero in tutto il Regno Unito tra maggio e luglio del 2002. Nel periodo precedente a quelle festività, i media britannici - The Guardian , in particolare - predissero che il giubileo sarebbe stato un fallimento. Sostenevano che il Regno Unito non fosse più interessato alla monarchia e un senso pervasivo di apatia tra la popolazione sembrava confermarlo. Tuttavia, le previsioni si dimostrarono sbagliate, specialmente durante il weekend ufficiale del giubileo, quando centinaia di migliaia di persone parteciparono ai festeggiamenti. Queste festività culminarono nell'evento del 4 giugno sul Mall di Londra, quando oltre un milione di persone partecipò alla parata. Il Daily Mail dichiarò nel suo editoriale: "Come sono stati confusi gli aspri anti-realisti nel quotidiano The Guardian e altrove, erano convinti che l'occasione sarebbe stata un fallimento, che la Casa di Windsor non fosse più in grado di ispirare le lealtà che aveva una volta e che comunque il concetto di regalità fosse passato nella fredda Britannia".

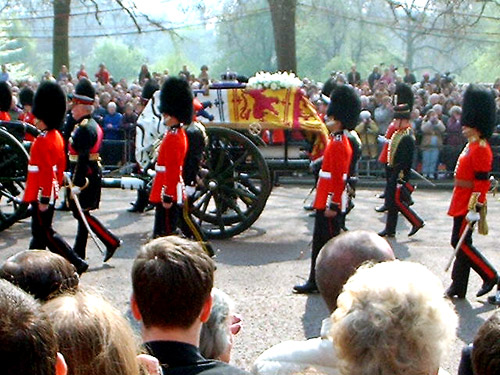
Il corteo funebre della regina madre Elisabetta.

Il 3 marzo la regina e il duca di Edimburgo tornarono a Londra dall'Australia. Otto giorni dopo, nel Giorno del Commonwealth, il segretariato del Commonwealth svelò a Buckingham Palace un ritratto della regina, dipinto da Chinwe Chukwuogo-Roy che era stato commissionato per celebrare i 50 anni della sovrana come capo del Commonwealth delle nazioni. L'opera è oggi esposta a Marlborough House mentre uno studio è conservato come parte della collezione della regina al St. James's Palace. Alla fine del mese, tuttavia, alla regina fu inflitto un altro colpo quando, il 30 marzo, sua madre morì. I reami del Commonwealth osservarono un periodo di lutto, e il 9 aprile, il giorno del suo funerale, più di un milione di persone riempirono la zona fuori dall'abbazia di Westminster e lungo il tragitto di 37 km dal centro di Londra all'ultima dimora della regina madre, accanto suo marito e alla figlia minore, nella cappella di San Giorgio al castello di Windsor.
I piani per il giubileo d'oro nel Regno Unito andarono avanti come previsto, e, dopo una cena ospitata da Tony Blair al numero 10 di Downing Street per lei e tutti i gli ex primi ministri britannici viventi: sir John Major, Margaret Thatcher, sir Edward Heath e James Callaghan. La sovrana lanciò ufficialmente le celebrazioni nel Regno Unito con un discorso ad entrambe le camere del Parlamento britannico alla Westminster Hall il 30 aprile, segnando la quinta volta in cinque decenni che si rivolse al suo Parlamento britannico per conto proprio. La regina parlò di 50 anni indimenticabili e dei cambiamenti della vita e della società britanniche in quell'epoca e ritenne che anche la monarchia dovesse cambiare. Ella disse di aver "assistito alla trasformazione del panorama internazionale attraverso il quale [il Regno Unito] deve tracciare il suo corso" e dichiarò la sua "determinazione a continuare, con il sostegno della Famiglia reale, a servire il popolo [...] al meglio della [sua] abilità attraverso i tempi che cambiano in futuro".
Per le visite di benevolenza della regina, che iniziarono il 1º maggio, furono spesi da due a tre giorni in ogni angolo dell'Inghilterra. La regina e il duca si fermarono in Cornovaglia, nel Devon e nel Somerset, prima di recarsi a Tyne and Wear, poi nel Buckinghamshire e nel Berkshire. Il 13 maggio, la coppia fu accolta nell'Irlanda del Nord e visitò aree come la contea di Fermanagh, Cookstown e Omagh. Poi, per gran parte della metà di maggio, la coppia reale rimase a Londra, dedicando molto tempo alla promozione delle arti, partecipando al Chelsea Flower Show, dedicando la Queen's Gallery a Buckingham Palace e inaugurando un ricevimento presso la Royal Academy of Arts. Le escursioni giubilari ricominciarono il 23 maggio con un viaggio di sei giorni in Scozia; i reali si fermarono prima a Glasgow, poi andarono a Edimburgo, Dundee, Stornoway e Aberdeen. Dopo il Golden Jubilee Weekend trascorso a Londra, la regina e il duca di Edimburgo il 7 giugno visitarono il West Sussex e trascorsero tre giorni in Galles, visitando l'Anglesey, Llanelli e Cardiff. Il mese successivo, la coppia reale fece due viaggi di un giorno nelle Midlands Occidentali, nello Yorkshire (dove la regina visitò il set della soap opera Valle di luna), e le contee di Suffolk e Norfolk, oltre a intraprendere un viaggio di ben tre giorni a Liverpool e Manchester, dove la sovrana aprì i XVII Giochi del Commonwealth. La regina chiuse il mese di luglio visitando le Midlands Orientali e terminò il suo tour nazionale visitando il Lancashire.
Tra gli altri eventi predisposti in modo indipendente per celebrare il giubileo del giugno del 2002, l'esercito britannico organizzò a Portsmouth una sfilata speciale di 6 000 persone provenienti da tutti e tre i rami delle Forze armate britanniche, e le guardie del corpo della regina organizzarono una parata congiunta, in cui 300 membri dei Gentlemen at Arms, Yeoman of the Guard e Yeoman Warders marciarono insieme per la prima volta nei secoli dalle loro rispettive fondazioni. La regina ospitò un banchetto per tutti i sovrani regnanti dell'Europa, uno per tutti i suoi governatori generali in carica e feste in giardino sia a Buckingham Palace che a Holyrood Palace per le persone nate il giorno della sua ascesa al trono del 1952. In tutto il paese, vennero organizzate feste di strada, per le quali furono distribuiti circa 40 000 kit di strumenti.

#### Golden Jubilee Weekend

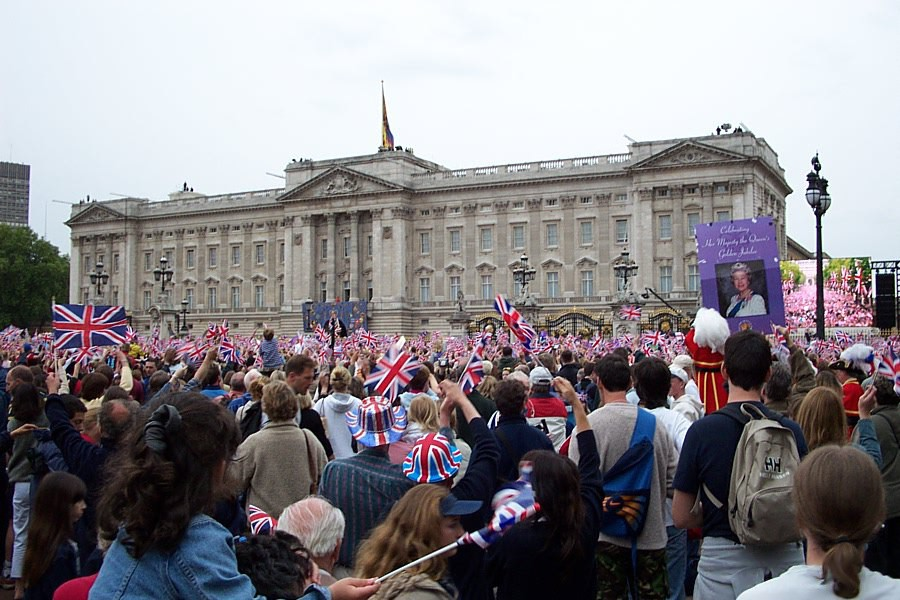
La persone sventolano le loro bandiere fuori da Buckingham Palace.

Il Golden Jubilee Weekend si svolse tra l'1 e il 4 giugno 2002 a Londra, per il quale la regina e il duca di Edimburgo lasciarono la Scozia il 29 maggio per predisporre gli ultimi preparativi. La prima sera, il sabato, si svolse un ballo nei giardini di Buckingham Palace che mise in risalto la musica classica. Sui due milioni che fecero richiesta di biglietti, vennero selezionate solo 12 500 persone, rendendo l'evento il più grande mai realizzato sulla proprietà reale. I presenti furono intrattenuti dalla BBC Symphony Orchestra e dal BBC Symphony Chorus, diretto da sir Andrew Davis. Tra le voci presenti vi furono Kiri Te Kanawa, Thomas Allen, Angela Gheorghiu e Roberto Alagna.
Il giorno seguente, la regina e suo marito presero parte a un servizio religioso nella cappella di San Giorgio al castello di Windsor, mentre la loro famiglia fu presente a servizi di ringraziamento in altre parti del Regno Unito. Il principe Carlo e i suoi figli, i principi William e Henry erano a Swansea, Edoardo, conte di Wessex, e sua moglie Sophie a Salisbury e Anna, principessa reale, ad Ayr.
Dopo aver visitato Eton e Slough il 3 giugno, la regina e il duca di Edimburgo tornarono a Londra e la prima alle 13 lanciò il BBC Music Live Festival, in cui più di 200 cittadine e città del Regno Unito pubblicamente suonarono la canzone dei Beatles "All You Need Is Love". Durante il giorno, feste di strada si svolsero in tutto il paese e, quella sera, la regina, il duca e altri membri della famiglia reale, si presentarono a un altro concerto sul terreno di Buckingham Palace. Questa festa, chiamata Party at the Palace, mise in mostra i successi nella musica pop negli ultimi 50 anni. Vi presero parte artisti come Paul McCartney, Eric Clapton, Cliff Richard e Tony Bennett. Il chitarrista dei Queen Brian May cominciò l'evento suonando il suo arrangiamento di "God Save the Queen" dal tetto del palazzo e Paul McCartney concluse la serata con canzoni come "While My Guitar Gently Weeps" e "Hey Jude". Tra queste ultime due la regina accese il falò nazionale al Victoria Memorial, l'ultimo di una serie di 2006 falò disposti in una catena in tutto il mondo, riecheggiando il giubileo d'oro della regina Vittoria del 1887. Al concerto furono ammessi 12 000 ospiti, mentre un altro milione di persone affollò il Mall per guardare e ascoltare i festeggiamenti su schermi televisivi giganti e unirsi al canto del pubblico rimasto fuori da Buckingham Palace. Altri 200 milioni di persone seguirono l'evento televisivo in tutto il mondo.

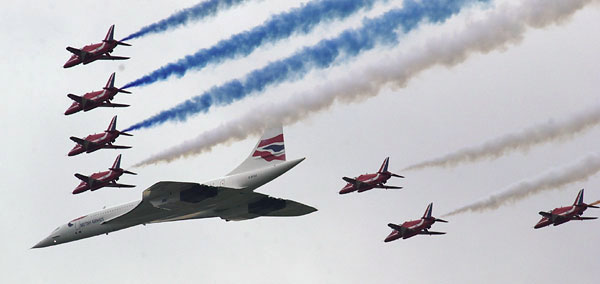
Il 4 giugno il Concorde e le Red Arrows conclusero la loro esibizione con un volo su Buckingham Palace.

Il 4 giugno, l'intera famiglia reale partecipò al servizio nazionale di ringraziamento tenutosi nella cattedrale di San Paolo, a cui la regina giunse nella Gold State Coach. Seguì un pranzo al Guildhall. Lì la sovrana si rivolse alla folla ed espresse l'orgoglio per i successi del Commonwealth, sia durante il suo regno come regina che nel tempo. Disse: "Gratitudine, rispetto e orgoglio, queste parole riassumono ciò che provo per la gente di questo paese e il Commonwealth e quello che questo giubileo d'oro significa per me". La processione del giubileo iniziò lungo il Mall nel primo pomeriggio; oltre agli intrattenitori che si esibivano per la regina, numerosi carri decorati per illustrare la vita britannica attraverso gli anni del regno della sovrana furono condotti attraverso il Mall. La sfilata si concluse con 5 000 adulti e bambini provenienti dai 54 stati membri del Commonwealth che marciavano nei loro vari costumi nazionali davanti alla regina e presentandole un "arcobaleno di desideri", composto da note scritte a mano da bambini della scuola del Commonwealth. Di fronte a più di un milione di persone, la famiglia reale si radunò sul balcone della sala centrale di Buckingham Palace e guardò una parata composta da ogni tipo di aereo della Royal Air Force in servizio (27 in tutto), dal Concorde e dalle Red Arrows. Ci fu un solo evento negativo pubblicamente notato in relazione al giubileo quando circa 40 attivisti, per lo più appartenenti al movimento anarchico contrario alla monarchia, furono arrestati durante una protesta durante il periodo antecedente al giubileo.

#### Isole Turks e Caicos
Nelle isole Turks e Caicos, un territorio britannico d'oltremare, per i primi quattro giorni di giugno ebbero luogo delle celebrazioni in tutte le isole, presiedute dal governatore Mervyn Jones. Il dipartimento per le relazioni pubbliche dell'Ente per il turismo del comitato giubilare produsse una brochure in ricordo del giubileo, con testo e immagini riguardanti le visite reali storiche fornite dal Museo Nazionale. Ne furono prodotti solo 5000 esemplari numerati. Quello con il numero 1 fu dato alla regina Elisabetta II stessa. Il museo fornì anche le fotografie per la produzione di tre serie di francobolli e, per il Jubilee Weekend, organizzò un'esposizione temporanea sulle visite reali, con altri oggetti del passato, come le medaglie dell'incoronazione assegnate ad alcuni residenti locali nel 1953. Altri oggetti prodotti per commemorare il giubileo furono una corona di paglia fatta a Middle Caicos da Loathie Harvey e Judy Geddis, due monete da 20 corone e un distintivo dato a tutti i bambini delle scuole come ricordo dell'occasione storica.

## Celebrazioni al di fuori del Commonwealth
Il giubileo d'oro venne festeggiato anche a New York, dove il pinnacolo dell'Empire State Building venne illuminato in viola e oro. Il sindaco della città, Michael Bloomberg e funzionari del consolato britannico, dissero che il tributo fu un segno di ringraziamento sia alla regina, per aver fatto suonare l'inno nazionale americano a Buckingham Palace durante il cambio della guardia il 13 settembre 2001, sia per gli inglesi, per il loro supporto in seguito ai fatti dell'11 settembre precedente. Erano passati più di dieci anni da quando l'Empire State Building concesse un tale onore a un individuo non proveniente dagli Stati Uniti d'America. L'esempio più recente fu quando Nelson Mandela visitò New York dopo la sua liberazione dal carcere, nel 1990.

## Monumenti e souvenir
Prima, durante e dopo l'anno giubilare, vennero creati souvenir, inaugurati monumenti e intitolate opere pubbliche in commemorazione dell'evento reale. In Australia, le poste rilasciarono un francobollo speciale che combina vecchie e nuove immagini della regina Elisabetta II, insieme a un opuscolo che illustrava il regno della sovrana.
In Canada, il consiglio del governatore generale stanziò 250 000 dollari come una donazione in nome della sovrana al progetto della memoria del Dominion Institute, volto a educare giovani canadesi sulle esperienze e i contributi dei veterani del paese dalla prima guerra mondiale fino alla missioni moderne di mantenimento della pace. Anche le province segnarono una pietra miliare. Il consiglio del governatore dell'Ontario, su consiglio del suo premier, approvò la ridenominazione del Dalton Digby Wildlands Provincial Park in Queen Elizabeth II Wildlands Provincial Park e, in Saskatchewan, una statua equestre della sovrana venne commissionata ed eretta a fianco dei Queen Elizabeth II Gardens sul terreno del Palazzo dell'Assemblea legislativa. In Alberta, il Queen Elizabeth II Golden Jubilee Recognition Act, istituì la medaglia della cittadinanza del giubileo d'oro della regina, la borsa di studio del giubileo d'oro della regina per le arti visive e performative e il premio della cittadinanza del premier in riconoscimento del giubileo d'oro della regina.
Nel Regno Unito venne emessa una speciale moneta da £ 5 per celebrare l'evento e venne fondato l'annuale Queen's Golden Jubilee Award per i gruppi di volontariato. Imprese private produssero vari ornamenti e ciondoli come cimeli del giubileo; produttori come Spode crearono vari oggetti commemorativi di porcellana e cristalleria. Al castello di Windsor furono aperti i Jubilee Gardens, la prima nuova area pubblica creata dal 1820. Il parco dei divertimenti Fantasy Island di Ingoldmells inaugurò un ottovolante invertito da 51 metri chiamato Jubilee Odyssey.

## Eredità
In un'analisi retrospettiva si sosteneva che il giubileo fu di beneficio sia per il nazionalismo che per la monarchia. Il Daily Mail dichiarò: "Sotto e di fronte a lei un evento magico e magnifico come lo stesso giubileo d'oro si stava spiegando davanti ai suoi occhi affascinati: la Gran Bretagna si stava riscoprendo terra della speranza e della gloria". Il quotidiano canadese The Globe and Mail scrisse: "Quando si è chinata delicatamente per lanciare un disco in una partita della NHL [...] raggiunse forse la più brillante fusione di simbolismo nella storia canadese [...] Il Jumbotron al GM Place di Vancouver disse tutto, facendo lampeggiare l'oro del monogramma della sovrana "REIIR" sullo schermo gigante in cima alla pubblicità della birra: "Sono canadese". La folla divenne isterica.